# Клиническое исследование
Клини́ческое иссле́дование — научное исследование с участием людей, которое проводится с целью оценки эффективности и безопасности нового лекарственного препарата или расширения показаний к применению уже известного лекарственного препарата. Клинические исследования могут также изучать эффективность и безопасность новых инвазивных (в том числе хирургических) и неинвазивных методов лечения и диагностики.
Клинические исследования во всём мире являются неотъемлемым этапом разработки препаратов, который предшествует его регистрации и широкому медицинскому применению. В ходе клинических исследований новый препарат изучается для получения данных о его эффективности и безопасности. На основании этих данных уполномоченный орган здравоохранения принимает решение о регистрации препарата или отказе в регистрации. Препарат, не прошедший клинических исследований, не может быть зарегистрирован и выведен на рынок.
При разработке нового препарата невозможно обойтись без клинических исследований, поскольку экстраполяция результатов исследований у животных и на биологических моделях на человека возможна только в общем виде, а иногда невозможна вовсе. Например, фармакокинетика (то, как лекарство попадает в кровь, распределяется в организме и выводится из него) у человека отличается даже от фармакокинетики у приматов. Однако анализ доклинических исследований очень важен для оценки вероятности развития и характера побочных эффектов, расчёта стартовой дозы для изучения свойств препарата у человека.
Клинические исследования могут быть инициированы только после того, как получены обнадёживающие результаты в ходе доклинических исследований (исследований на биологических моделях и лабораторных животных), а также одобрение этического комитета и положительное решение уполномоченного органа здравоохранения той страны, где планируется проводить исследование.
Вначале экспериментальный лекарственный препарат изучается с участием небольшого количества пациентов и (или) здоровых добровольцев. По мере того как накапливаются данные о его безопасности и эффективности, численность пациентов, вовлечённых в исследование, возрастает, а сам препарат сравнивается с уже известными и широко используемыми в медицинской практике лекарствами.
Исследование, в котором исследователь знает, кто относится к тестовой группе, а кто — к контрольной, но этого не знают сами участники групп — называется простым слепым. Если о разбиении на группы не знают ни участники групп, ни исследователь, а только внешний контролёр — такое исследование называется двойным слепым.

## Клинические исследования как этап разработки лекарственных препаратов
По данным американской Ассоциации разработчиков и производителей лекарственных препаратов (PhRMA), из 10 тыс. лекарств-кандидатов, взятых американскими фармкомпаниями в разработку, на стадию доклинических исследований выходят только 250. Из них на стадию клинических исследований попадают только 5. Только один из кандидатов становится лекарственным препаратом — поступает в широкую медицинскую практику.
Только 11 % препаратов для лечения нарушений обмена веществ, 14 % препаратов для лечения заболеваний ЦНС, 15 % кардиологических препаратов, 20 % препаратов для лечения заболеваний дыхательной системы, 27 % онкологических препаратов и 40 % антибиотиков, перешедших на этап клинических исследований, получают в США разрешение на маркетинг.
В 2009 году американское Управление по контролю над пищевыми продуктами и лекарственными препаратами (FDA) зарегистрировало 34 инновационных препарата, в 2008 году — 31, в 2007 году — 23.
C 1979 по 2005 год стоимость разработки лекарственного препарата выросла со 100 млн долларов США до 1,3 млрд долларов США.
Сейчас разработка инновационного препарата занимает в среднем 10—12 лет и стоит 0,8—1,2 млрд долларов США.
За последнее десятилетие процедуры и дизайн клинических исследований значительно усложнились. С 1999 по 2005 год количество процедур — анализов, обследований и пр. — в рамках одного клинического исследования выросло с 96 до 158 (+65 %). При этом уровень набора пациентов (количество пациентов, удовлетворивших всё более жёстким критериям отбора и включённых в исследование) упал с 75 до 59 % (-21 %), а число пациентов, завершивших исследование, снизилось с 69 до 48 % (-30 %). Длительность клинических исследований выросла с 460 до 680 дней (+70 %).
Во всём мире в 2009 году было инициировано 17 057 клинических исследований.

## Обзор
Перед началом исследования компания-спонсор определяет, что будет изучаться в этом исследовании. Обычно задача клинического исследования — найти ответ на медицинский вопрос, например, «помогает ли препарат А пациентам с ишемической болезнью сердца?».
Результаты, полученные у ограниченной выборки пациентов, принимавших участие в клинических исследованиях, можно перенести на всю популяцию больных ишемической болезнью сердца благодаря специальным статистическим методам. К планированию клинического исследования всегда привлекаются специалисты в области биомедицинской статистики. Они разрабатывают методики сбора и анализа информации, позволяющие сделать результаты исследования репрезентативными. Прежде чем начать полномасштабные клинические исследования, обычно проводят серию поисковых исследований. Они необходимы для правильного планирования последующих исследований. Решение о том, с чем — одним препаратом, несколькими препаратами или плацебо — следует сравнивать изучаемый препарат, какие группы пациентов следует привлечь к участию в исследовании, принимается с учётом рекомендаций экспертов — учёных, изучающих это заболевание, а также специалистов в сфере клинических исследований.
Клинические исследования могут проводиться на базе одного исследовательского центра в одной стране, а могут быть многоцентровыми и проходить одновременно во многих странах.
В ходе исследования врачи-исследователи набирают пациентов в соответствии с заранее определёнными характеристиками (критериями отбора) и собирают информацию об их здоровье во время участия в исследовании (результаты лабораторных анализов, информация о концентрации препарата в крови, о наличии или отсутствии изменений в состоянии здоровья и пр.). Затем исследователи направляют собранную информацию в центр обработки данных, где её анализируют и статистически обобщают.
Анализ данных — заключительный этап клинического исследования, отвечающий на поставленные вопросы, подтверждающий или не подтверждающий справедливость статистических гипотез, а иногда позволяющий сформулировать новые.
Примеры целей клинических исследований:
- Оценка безопасности и эффективности нового препарата у пациентов с определённым заболеванием (например, у пациентов с болезнью Альцгеймера),
- Оценка безопасности и эффективности различных дозировок препарата, который уже используется в широкой медицинской практике (например, 10 мг в сравнении с 5 мг),
- Оценка безопасности и эффективности препарата, уже применяемого в широкой медицинской практике препарата, по новому показанию,
- Оценка того, является ли новый лекарственный препарат более эффективным для лечения определённого заболевания, чем препарат, уже используемый в широкой медицинской практике (сравнение изучаемого препарата с «золотым стандартом»),
- Сравнение эффективности двух уже применяемых в медицинской практике препаратов для лечения определённого заболевания (например, терапия А в сравнении с терапией B).

В большинстве исследований сравнивается два препарата, в некоторых исследованиях — три и более препарата.
Цель, задачи, дизайн, методология, статистические аспекты и организация исследования описываются в документе, который называется протоколом клинического исследования. Протокол является своеобразной пошаговой инструкцией для врачей, проводящих исследование. Врачи-исследователи обязаны строго следовать протоколу. Это служит гарантией того, что исследование во всех центрах проводится правильно. Мультицентровые клинические исследования всегда проводятся по единому протоколу. Несоблюдение протокола может привести к исключению исследователя или исследовательского центра из программы исследований.
Клинические исследования проводятся на средства спонсора — фармацевтической компании, научного учреждения, государственного органа и пр. Сегодня проведение клинических исследований, спонсируемых фармацевтическими компаниями, часто поручается контрактным исследовательским организациям.

## История
Первое в мире клиническое исследование на научной основе провёл главный врач Морского госпиталя Госпорта Джеймс Линд. В середине XVIII века он доказал, что зелень и цитрусовые способны предотвратить развитие цинги.
Долгое время проведение клинических исследований, в том числе их этические аспекты, не были регламентированы законодательно. Даже в середине XX века проводилось немало неэтичных исследований, которые потом по праву называли бесчеловечными опытами над людьми. Наиболее известны эксперименты в нацистском лагере смерти Дахау и японском Отряде 731.
В 1932 году Департамент здравоохранения США начал в городе Таскиги (штат Алабама) исследование естественного течения нелеченого сифилиса у 399 афроамериканцев (это исследование известно как исследование сифилиса в Таскиги). Пациентам не сообщали о том, что они больны сифилисом, им также не говорили о том, что они принимают участие в исследовании. Участникам исследования объяснили, что их будут лечить от «плохой крови» («плохой кровью» местные жители объясняли сифилис, анемию и даже просто усталость). Изначально предполагалось, что исследование пройдёт в две стадии: на первой, длительность которой составит 6—9 месяцев, исследователи будут наблюдать течение болезни, не вмешиваясь, на второй — пациенты будут получать лечение (препаратом Сальварсан, ртутной мазью). Эти препараты были не очень эффективными и к тому же обладали сильными побочными эффектами, но других в то время не было.
Однако через какое-то время благотворительный фонд Розенвальда, пообещавший профинансировать исследование, отозвал своё предложение. Средств на закупку препаратов, которыми предполагалось лечить пациентов, не было. Тогда исследователи решили провести исследование, подобное тому, которое в 1928 году было проведено в Норвегии. В ходе этого исследования учёные собрали информацию о течении нелеченого сифилиса у нескольких сотен больных. Это было ретроспективное исследование — учёные собрали информацию о пациентах с диагностированным сифилисом, которые какое-то время не получали лечения. Исследователи в Таскиги решили провести такое же исследование, но проспективное, то есть заведомо оставить больных без лечения и лишь наблюдать за развитием заболевания.
В 1947 году была выявлена эффективность пенициллина в лечении сифилиса, врачи по всей стране успешно лечили сифилис. Однако исследование в Таскиги не было прекращено и никаких изменений в протокол внесено не было.
Хотя исследование не было этичным с самого начала, постепенно условия ухудшались. В частности, чтобы заставить пациентов прийти на спинальную пункцию — болезненную и небезопасную диагностическую процедуру — им присылали письма, в которых говорилось, что это «последний шанс получить специальное бесплатное лечение». Чтобы участники дали согласие на вскрытие своего тела после смерти, им обещали оплатить затраты на похороны. Когда по всей стране заработали государственные программы по бесплатному лечению больных сифилисом, исследователи не позволяли больным в них участвовать.
Исследование продолжалось до 1972 года — оно было остановлено тогда благодаря утечке информации в СМИ (изначально предполагалось, что исследование будет завершено, когда все его участники умрут и будут произведены вскрытия). Многие пациенты к этому времени умерли от сифилиса, многие — от вызванных им осложнений.
Таким образом, до середины XX века права участников клинических исследований никак не были защищены. Больные зачастую не знали о том, что они являются участниками исследований. Их безопасностью часто пренебрегали. Норма о строго добровольном участии в клинических исследованиях была впервые закреплена в Нюрнбергском кодексе в 1947 году, затем — в Хельсинкской декларации Всемирной медицинской ассоциации (ВМА) в 1964 году. Хельсинкская декларация легла в основу всех последующих рекомендаций и нормативных актов, определяющих права человека и этические обязательства врачей при проведении клинических исследований.
Правового барьера в виде предварительного контроля перед выходом лекарственных препаратов на фармацевтический рынок не существовало до 1938 года. За отсутствие современной системы проведения клинических исследований своими жизнями и здоровьем расплачивались больные. Первый Закон о чистых пищевых продуктах и лекарствах (Pure Food and Drug Act) был принят в 1906 году. Он давал определения недоброкачественных и фальсифицированных «патентованных» лекарственных препаратов и запрещал их производство, продажу и перевозку, однако требований к эффективности и безопасности препаратов закон не установил.
Введённые в клиническую практику в 1935 году сульфаниламидные препараты стали первыми эффективными средствами в борьбе с инфекциями. В 1937 году компания M. E. Massengill решила выпустить жидкую форму препарата для детей. Сульфаниламид плохо растворим в обычных растворителях, поэтому для его растворения были опробованы различные вещества, из которых наиболее подходящим оказался диэтиленгликоль — ядовитый растворитель входящий, в частности, в состав антифризов. Доклинические и клинические исследования не проводились. В октябре 1937 года в FDA поступило сообщение о смерти 8 детей и 1 взрослого пациента после приёма препарата. Компания-производитель разослала 1100 телеграмм, было дано предупреждение по радио и в газетах, подняты на ноги все 239 инспекторов FDA и местная полиция. Был организован поиск покупателей по адресам на рецептах. В кратчайшие сроки препарат был изъят из продажи, однако тот, который был уже продан, унёс жизни 107 человек, большинство из которых были дети.
В 1938 году в США под давлением FDA в ответ на серию смертей от применения сульфаниламида был принят закон «О пищевых продуктах, лекарствах и косметических средствах» (Federal Food, Drug, and Cosmetic Act), который давал FDA право контролировать безопасность пищевых продуктов, косметических и лекарственных средств. Чтобы получить разрешение на продажу, производители отныне должны были проводить исследования безопасности препаратов и подавать данные на проверку в FDA.
Новый закон также расширил права и ответственность FDA по контролю над маркировкой препаратов. Под «маркировкой» закон понимал «все этикетки и другие письменные, печатные или графические материалы на любом товаре, на любой из его упаковок и обёрток, или сопровождающие такой товар». FDA в судебном порядке распространила определение «сопровождающие такой товар» на любую печатную информацию, физически не скреплённую с товаром и пересылаемую отдельно. «Сопровождающими» стали считаться такие печатные материалы, как брошюры, копии научных публикаций, годовые отчёты, заявления о свойствах препаратов, а неверной маркировкой, соответственно, — преднамеренное умолчание о важных фактах, относящихся к заявлениям или к информации о безопасности и эффективности препаратов. Таким образом, FDA начала регулировать заявления об эффективности и осуществлять её предварительный контроль ещё до того, как эти обязанности были закреплены за FDA законодательно.
Однако импульсом к разработке всеобъемлющих правил проведения клинических исследований послужила катастрофа с талидомидом, разразившаяся в 1959—1961 году. Препарат, не прошедший достаточного доклинического и клинического изучения, начал продаваться в Европе как седативное средство для облегчения засыпания и как лекарство от утренней тошноты, рекомендованное для применения беременными женщинами. В США талидомид не был зарегистрирован, однако компания-производитель рассылала врачам бесплатные образцы для раздачи пациентам. Вначале в ФРГ, а затем и в 40 других странах стали регистрироваться случаи фокомелии («тюленьи конечности») — врождённой аномалии развития, при которой отмечаются дефекты трубчатых костей и формируются нормальные или рудиментарные кисти и стопы, расположенные близко к туловищу, как у тюленей.
С 1956 по 1962 г. более 10 тыс. детей по всему миру родились с пороками развития, обусловленными приёмом талидомида. Спонтанно фокомелия развивается крайне редко, и большинство клиницистов до 1959 года таких случаев не встречали. Ретроспективные исследования выявили связь между приёмом талидомида во время беременности и рождением детей с пороками развития, но эти данные показались недостаточно убедительными. После этого были организованы проспективные наблюдения в женских консультациях за беременными, принимавшими талидомид, которые подтвердили, что новое средство стало причиной самой страшной трагедии в истории современной лекарственной терапии.
Для лечения ряда онкологических заболеваний крови, в том числе миеломной болезни, а также некоторых тяжёлых форм лепры талидомид начали использовать с 1998 года. Чтобы предотвратить несчастные случаи, была разработана сложная система безопасности и обучения, включающая строгий контроль над назначающими препарат врачами и получающими его пациентами. В частности, пациентам вменяется в обязанность использовать максимально эффективную контрацепцию и запрещается быть донорами крови и спермы.
После трагедии с талидомидом стало очевидно, что обращение лекарственных препаратов должно осуществляться под государственным контролем, а основанием для регистрации препарата могут быть только результаты, полученные в ходе полноценных и объективных исследований, а не субъективные мнения отдельных специалистов.
В результате в 1962 году в США был принят законопроект Эстеса Кефовера, сенатора от штата Теннеси, и Орена Харриса, представителя от штата Арканзас. Он стал поправкой Кефовера-Харриса к закону «О пищевых продуктах, лекарствах и косметических средствах» (Kefauver-Harris Amendment, 1962), которую также называют поправкой об эффективности препарата (Drug Efficacy Amendment). Эта поправка вводила требование к компаниям-производителям перед подачей заявки на одобрение представлять в FDA доказательства эффективности и безопасности препаратов, а также точную информацию о побочных эффектах. Кроме того, именно этим законом впервые было введено требование обязательного получения информированного согласия пациента на участие в клиническом исследовании. С 1962 г. ни один производитель не мог зарегистрировать препарат без подробного регистрационного досье с данными доклинических и клинических исследований.
Кроме того, поскольку до вступления закона в силу было одобрено несколько тысяч препаратов только на основании доказательств безопасности, FDA инициировала ретроспективную оценку эффективности одобренных ранее препаратов (Drug Efficacy Study Implementation— DESI). К 1984 году FDA оценила 3443 препарата, из них 2225 были признаны эффективными, 1051 — неэффективными, по 167 принятие решения было отложено.
В 1960-х годах во многих европейских странах были приняты законы, устанавливающие обязательный государственный контроль над продажей лекарственных средств.

## Появление правил проведения клинических исследований. ICH GCP
Постепенно на основании уже существующих национальных требований к качеству лекарственных препаратов и принципов Хельсинкской декларации Всемирной медицинской ассоциации (ВМА) сформировались и были законодательно оформлены правила проведения клинических исследований в европейских странах.
Через какое-то время была осознана необходимость сближения требований к проведению клинических исследований. В апреле 1990 года в Брюсселе состоялось совещание представителей США, Японии и Европейского экономического сообщества. Целью этого совещания, которое потом получило название 1-й Международной конференции по гармонизации технических требований к регистрации фармацевтических продуктов, предназначенных для применения человеком (International Conference on Harmonization of Technical Requirements for Registration of Pharmaceuticals for Human Use, ICH-1), была попытка выработать общие правила проведения клинических исследований. Затем подобные совещания прошли в Орландо, США в 1993 году (ICH-2) и Йокогаме, Япония в 1995 году (ICH-3). 1 мая 1996 года международная экспертная группа закончила работу над единым документом. В письме, которое было распространено от имени экспертной группы, содержался текст документа «Международные гармонизированные трёхсторонние правила» Good Clinical Practice (ICH Harmonized Tripartite Guideline for Good Clinical Practice, сокращённо — ICH GCP) и призыв к участникам процесса гармонизации придать ему силу закона.
В 1997 году ICH GCP начал действовать в США, ЕС и Японии.
В 1998 году в России был принят ОСТ 42-51199 «Правила проведения качественных клинических испытаний в РФ», в основу которого был положен ICH GCP.
В 2005 году текст, идентичный ICH GCP, был принят в России в качестве национального стандарта ГОСТ Р 52379-2005 «Надлежащая клиническая практика».
При следовании этому стандарту полученные результаты являются достоверными, а пациенты не подвергаются необоснованному риску, соблюдаются их права и конфиденциальность личной информации. «Соблюдение указанного стандарта служит для общества гарантией того, что права, безопасность и благополучие субъектов исследования защищены, согласуются с принципами, заложенными Хельсинкской декларацией ВМА, и что данные клинического исследования достоверны».

## Типы клинических исследований
Первый способ классификации клинических исследований — по наличию вмешательства в обычную тактику ведения пациента, то есть в стандартные процедуры обследования и лечения больного.
Обсервационное (наблюдательное) исследование — клиническое исследование, в котором исследователь собирает данные путём простого наблюдения событий в их естественном течении, не вмешиваясь в них активно.
Исследование с контролируемым инфицированием, напротив, предполагает намеренное заражение здоровых добровольцев.
Неинтервенционное исследование («исследование без вмешательства») — исследование, в котором лекарственное средство назначается обычным способом в соответствии с условиями, изложенными в разрешении на рыночную реализацию. Вопрос об «отнесении» пациента к конкретной стратегии лечения не решается заранее в протоколе исследования. Данный вопрос решается в соответствии с существующей практикой, и назначение препарата чётко отделено от решения о включении пациента в исследование. Никакие другие процедуры диагностики или мониторинга для пациентов не применяются, а для анализа собранных данных используются эпидемиологические методы.
Интервенционное исследование — исследование новых, незарегистрированных лекарственных препаратов, иммунобиологических средств, медицинской техники либо исследование, в котором лекарственные препараты, иммунобиологические средства, медицинская техника назначаются или применяются способом, отличным от условий, изложенных в зарегистрированной инструкции по применению (будь то новое показание, новая дозировка препарата, новый путь введения, новый способ применения или же новая категория пациентов).
Критерием другого способа классификации является цель исследования. Этот способ классификации был предложен Национальным институтом здоровья США (the U.S. National Institutes of Health (NIH)) и выделяет шесть различных типов клинических исследований:
- Профилактические исследования (prevention trials) проводятся, чтобы найти наилучшие способы предупреждения заболеваний у людей, которые никогда ими не страдали, либо предупредить рецидив заболевания у пациентов. В таких исследованиях могут изучаться лекарственные препараты, вакцины, витамины, минералы, изменения в образе жизни.
- Скрининговые исследования (screening trials) проводятся, чтобы найти наилучший способ выявления определённых заболеваний или состояний.
- Диагностические исследования (diagnostic trials) проводятся, чтобы найти наилучший способ диагностики определённого заболевания или состояния.
- Терапевтические исследования (treatment trials) проводятся, чтобы изучить эффективность и безопасность экспериментальных препаратов, новых комбинаций препаратов или новых методов в хирургии или лучевой терапии.
- Исследования качества жизни (quality of life trials) проводятся, чтобы изучить способы повышения качества жизни пациентов, страдающих хроническими заболеваниями.
- Программы расширенного доступа (по исключительным обстоятельствам — compassionate use trials или expanded access) предполагают использование экспериментального препарата у пациентов с серьёзными или угрожающими жизни заболеваниями, которые не могут быть включены в клиническое исследование, поскольку не соответствуют критериям включения. Обычно в такие программы привлекаются пациенты, для лечения заболеваний которых не существует эффективных способов лечения, либо тех, кто испробовал все стандартные, хорошо известные способы лечения, и которым они не помогли.

## Дизайн клинических исследований
Дизайн исследования — общий план исследования, описание того, как исследование будет проводиться.
Основные типы наблюдательных исследований — когортное исследование и исследование «случай-контроль» и другие.
- В когортном исследовании выделенную группу людей (когорту) наблюдают в течение некоторого времени. Состояние пациентов в разных подгруппах данной когорты, тех, кто подвергался или не подвергался (или подвергался в разной степени) лечению исследуемым препаратом, сравниваются. В проспективном когортном исследовании сначала составляется план исследования и определяется порядок сбора и обработки данных, затем составляются когорты, проводится исследование и анализируются полученные данные. В ретроспективном когортном исследовании когорту подбирают по архивным записям и прослеживают состояние здоровья пациентов с момента начала наблюдения за пациентом по настоящее время.
- В исследовании «случай-контроль» сравнивают людей с определённым заболеванием с людьми из этой же популяции, не страдающими данным заболеванием, чтобы выявить связи между клиническим исходом и предшествующим воздействием определённых рискогенных факторов.

Существуют и другие типы наблюдательных проектов — например, cross-sectional observational study (одномоментное эпидемиологическое исследование) и др.
Эталонным дизайном клинических исследований являются рандомизированные контролируемые двойные слепые исследования.
Процедура рандомизации означает, что пациенты распределяются по группам лечения случайным образом и имеют одинаковую возможность получить исследуемый или контрольный препарат. Назначенный больному курс лечения обычно оказывает эффект независимо от того, получает он активный препарат или нет. Эффект плацебо должен приниматься во внимание. Сегодня применяются две основные технологии контроля — плацебо-контроль и активный контроль. Плацебо-контроль означает, что пациентам в контрольной группе дают плацебо — продукт, не содержащий активного начала, который по форме, цвету, вкусу, запаху полностью имитирует исследуемый препарат. Если для контроля применяется активный метод лечения, то изучаемый препарат сравнивается с уже известной и широко применяемой на сегодняшний день терапией (так называемым «золотым стандартом»).
Назначение пациентам в контрольной группе плацебо сопряжено с определёнными этическим проблемами, поскольку может ограничить их право на получение лучшего из доступных на сегодня способов лечения. Возможности использования плацебо ограничены. Хельсинкская декларация Всемирной медицинской ассоциации (ВМА) определяет, что плацебо используется только в двух случаях:
- во-первых, если эффективного способа лечения заболевания не существует,
- во-вторых, если представлены убедительные научно обоснованные методологические причины использования плацебо для оценки эффективности или безопасности препарата и пациенты, получающие плацебо или не получающие никакого лечения, не будут подвергаться риску причинения серьёзного или необратимого ущерба их здоровью[28].

Большое значение при проведении клинических исследований играют психологические, или так называемые субъективные факторы. Например, знание пациента о том, что он получает терапию активным препаратом, может повлиять на оценку безопасности и эффективности терапии. Врач-исследователь, убеждённый в преимуществах одного из сравниваемых препаратов, может невольно трактовать в его пользу улучшения в состоянии здоровья пациентов или попытаться назначить пациенту с более тяжёлым заболеванием то лечение, которые он считает более эффективным. Чтобы минимизировать влияние субъективных факторов, используют слепой метод проведения исследований.
Исследование, в котором пациент не знает, а исследователь знает, какое лечение получает пациент, называется простым слепым. Если о назначенном лечении не знают ни пациент, ни исследователь, такое исследование называется двойным слепым.
Слепые исследования позволяют свести к минимуму возможность преднамеренных искажений, а непреднамеренные — распределить между группами в равной пропорции.

### Протокол клинического исследования
Протокол — документ, который описывает цель, задачи, схему, методологию, статистические аспекты и организацию исследования. Любое клиническое исследование начинается с разработки протокола. Это самый важный документ клинического исследования.
Изучив протокол, уполномоченные органы здравоохранения и этические комитеты оценивают адекватность поставленных научных задач и методических подходов, эффективность мер по защите прав участников исследования и принимают решение о возможности проведения клинического исследования. Во время исследования протокол служит руководством для исследователей. Он позволяет унифицировать работу исследовательских центров по всему миру. После окончания исследования протокол является основой для проведения статистического анализа и документом, на основании которого исследование проверяют аудиторы и инспекторы уполномоченных органов здравоохранения.
Протокол большого исследования может разрабатываться несколько лет, участие в работе над ним принимают не только сотрудники компании-спонсора, но и внешние консультанты.
Формат и содержание протокола клинического исследования, спонсируемого фармацевтической компанией, в США, Японии и Европе стандартизован — он должен соответствовать положениям ICH GCP. Регуляторные органы в Канаде и Австралии также следуют в своей работе руководствам ICH.

### Информированное согласие
Информированное согласие — процесс, который позволяет пациенту или здоровому добровольцу свободно подтвердить своё желание участвовать в клиническом исследовании. Информированным согласием также называется документ, который подписывают участники исследования (пациент и врач-исследователь). Врач-исследователь информирует пациента обо всех аспектах клинического исследования, которые могут повлиять на решение принять участие в эксперименте (пользе, рисках, временных затратах, возможных побочных эффектах и пр.). Поэтому такое согласие называется информированным.
После того как потенциальному участнику исследования разъяснены все аспекты участия в клиническом исследовании, исследователь даёт пациенту письменную информацию, в которой описаны детали исследования (длительность, процедуры, риски, потенциальные выгоды и пр.). Ещё раз внимательно изучив документ, участник решает, стоит ему подписывать согласие или нет.
Участник исследования в любой момент может выйти из исследования без объяснения причин.

### Мощность исследования
Планируя клиническое исследование, компания-спонсор с помощью специалистов по биомедицинской статистике определяет, какое число пациентов необходимо привлечь в исследование, чтобы получить статистически значимый результат, показывающий разницу в эффективности сравниваемых терапий. Число пациентов определяется до начала исследования, от него зависит стоимость исследования. Исходя из стоимости, компания-спонсор принимает решение о целесообразности проведения исследования.
Число пациентов, необходимое, чтобы получить статистически значимый результат, зависит от заболевания, изучаемых параметров, дизайна и пр. Например, чтобы показать эффективность нового препарата в лечении неизлечимого метастатического рака почки в плацебо-контролируемом исследовании, нужно гораздо меньше пациентов, чем в плацебо-контролируемом исследовании хорошо излечимого рака яичников. Дело в том, что если пациент может поправиться и без лечения, то спонтанные случаи улучшения будут «затушёвывать» эффект терапии. Чтобы выделить именно ту часть пациентов, которой помог препарат, нужно набрать большое число пациентов и отделить их от тех, кто поправился благодаря стандартному лечению. Если состояние здоровья пациентов без лечения сразу резко ухудшается, то эффект терапии будет виден и в небольшой группе, — состояние здоровья тех, кто получает эффективное лечение, не ухудшится сразу.
Характеристика исследования, позволяющая выявить клинически важные различия между исследуемым препаратом и препаратом сравнения (например, в эффективности), если таковые существуют в действительности, называется мощностью теста. Чем больше выборка пациентов, тем больше мощность теста.
Чтобы достоверно показать небольшое различие, необходимо набрать больше пациентов. Однако, увеличивая число больных, можно статистически доказать наличие столь малых различий, которые уже не будут иметь клинического значения. Поэтому различают статистическую и клиническую значимость.
Требования к количеству и мощности клинических исследований в разных странах отличаются. Например, американское FDA и европейское EMA откажут в регистрации лекарству, эффективность и безопасность которого не была подтверждена в двух независимых клинических исследованиях III фазы с участием от нескольких тысяч до 20 тысяч пациентов и продолжительностью от 2 до 15 лет (в зависимости от области медицины). В России такие требования отсутствуют, из-за чего к продаже допускаются препараты, прошедшие всего одно исследование на малом числе пациентов, например, препарат «Фортелизин» зарегистрирован в России по результатам КИ с 54 пациентами.

### Особые популяции
Согласно Руководству по общим вопросам клинических исследований для некоторых групп пациентов может понадобиться проведение дополнительных исследований для модификации режима дозирования для оценки безопасности и эффективности лекарственных средств в реальных условиях, учитывая особенности их физиологии и потенциальные риски:
- пожилые пациенты
- беременные
- кормящие грудью
- дети
- пациенты с почечной и печеночной недостаточностью для оценки влияния нарушенного метаболизма или экскреции лекарственного препарата
- пациенты различных этнических групп

Геронтологические пациенты, составляя значительную долю потребителей лекарственных средств, требуют особого внимания из-за возрастных изменений метаболизма, полипрагмазии и повышенной чувствительности к побочным эффектам. Анализ планов управления рисками, предоставляемых при регистрации лекарственных препаратов в России, показал, что в 47,3% случаев пациенты старше 60 лет не включались в клинические исследования, что приводит к недостатку данных об эффективности и безопасности препаратов для данной группы.

## Фазы клинических исследований
Доклинические исследования включают в себя исследования in vitro (лабораторные исследования в пробирках) и исследования in vivo (исследования на лабораторных животных), в ходе которых исследуются различные дозы тестируемого вещества, чтобы получить предварительные данные о фармакологических свойствах, токсичности, фармакокинетике и метаболизме изучаемого препарата. Доклинические исследования помогают фармацевтическим компаниям понять, стоит ли исследовать вещество дальше. Исследования с участием людей можно начинать, если данные, полученные в ходе доклинических исследований, доказывают, что препарат может применяться для лечения заболевания, если препарат достаточно безопасен и исследования не подвергают людей ненужному риску.
Процесс разработки лекарственного препарата часто описывается как последовательное проведение четырёх фаз клинических исследований. Каждая фаза — отдельное клиническое исследование, для регистрации препарата может потребоваться несколько исследований в рамках одной и той же фазы. Если препарат успешно проходит испытания в первых трёх фазах, он получает регистрационное удостоверение. Исследования IV фазы — пострегистрационные исследования.
| Обзор фаз клинических исследований | Обзор фаз клинических исследований                                                                              | Обзор фаз клинических исследований               | Обзор фаз клинических исследований      | Обзор фаз клинических исследований                          | Обзор фаз клинических исследований | Обзор фаз клинических исследований                                                                |
| Фаза                               | Основная цель                                                                                                   | Доза                                             | Кем осуществляется                      | Типичное число участников                                   | Вероятность успеха                 | Примечания                                                                                        |
| ---------------------------------- | --- | ------------------------------------------------ | --------------------------------------- | ----------------------------------------------------------- | ---------------------------------- | ------------------------------------------------------------------------------------------------- |
| Доклиническая                      | Тестирование не на людях для получения информации об эффективности, токсичности и фармакокинетических свойствах | не ограничена                                    | исследователь-учёный                    | не применимо (исследования только in vitro или на животных) |                                    |                                                                                                   |
| Фаза 0                             | Фармакокинетические параметры: оральная биодоступность, период полувыведения                                    | очень малая, меньше терапевтической              | клинический исследователь               | 10 человек                                                  |                                    | часто пропускается в пользу фазы I                                                                |
| Фаза I                             | Тестирование на здоровых добровольцах для оценки безопасности; включает применение различных доз препарата      | часто меньше терапевтической, с увеличением дозы | клинический исследователь               | 20-100 здоровых добровольцев                                | прибл. 70 %                        | определение, является ли безопасным проверка на эффективность                                     |
| Фаза II                            | Тестирование на пациентах для оценки эффективности и побочных эффектов                                          | терапевтическая доза                             | клинический исследователь               | 100-300 пациентов с соответствующим заболеванием            | прибл. 33 %                        | определение какого-либо эффекта; на этом этапе не предполагается наличие терапевтического эффекта |
| Фаза III                           | Тестирование на пациентах для оценки эффективности и проверки на безопасность                                   | терапевтическая доза                             | клинический исследователь и личный врач | 300-3000 пациентов с соответствующим заболеванием           | 25-30 %                            | определение терапевтического эффекта; на этом этапе предполагается наличие некоторого эффекта     |
| Фаза IV                            | Исследования после начала использования                                                                         | терапевтическая доза                             | личный врач                             | люди, обращающиеся к личному врачу                          | нет                                | наблюдение за долгосрочными последствиями                                                         |

### Фаза I
В исследованиях фазы I обычно участвуют от 20 до 100 здоровых добровольцев. Иногда высокая токсичность препарата (например, для лечения онкологических заболеваний и СПИДа) делает проведение таких исследований у здоровых добровольцев неэтичным. Тогда они проводятся с участием пациентов, страдающих соответствующим заболеванием. В исключительных случаях исследования проводят только на экспериментальных животных. Обычно исследования фазы I проводятся в специализированных учреждениях, где есть необходимое оборудование и специально обученный персонал. Исследования фазы I могут быть открытыми, в них также может использоваться такой метод контроля, как контроль исходного состояния. Кроме того, они могут быть рандомизированными и слепыми.
Цель исследований I фазы — установить переносимость, фармакокинетические и фармакодинамические параметры, а иногда и дать предварительную оценку безопасности.
В ходе фазы I исследуются такие показатели, как абсорбция, распределение, метаболизм, экскреция, а также предпочтительная форма применения и безопасный уровень дозирования. Фаза I обычно длится от нескольких недель до 1 года.
За участие в исследовании выплачивается вознаграждение.
Есть различные типы исследований фазы I:
- Исследования однократных нарастающих доз (Single Ascending Dose studies, SAD) — исследования, в которых небольшому числу пациентов вводится одна-единственная доза исследуемого препарата в течение всего того времени, что они находятся под наблюдением. Если не обнаруживается никаких нежелательных реакций и фармакокинетические данные соответствует ожидаемому уровню безопасности, то доза увеличивается и эту увеличенную дозу получает следующая группа участников. Введение препарата с эскалацией доз продолжается до тех пор, пока не будут достигнуты заранее намеченные уровни фармакокинетической безопасности либо не обнаружатся недопустимые нежелательные реакции (при этом говорят, что достигнута максимально допустимая доза).
- Исследования многократных нарастающих доз (Multiple Ascending Dose studies, MAD) — исследования, которые проводятся, чтобы лучше понять фармакокинетику и фармакодинамику препарата при многократном введении. В ходе таких исследований группа пациентов получает низкие дозы препарата многократно. После каждого введения производится забор крови и других физиологических жидкостей, чтобы оценить, как лекарство ведёт себя в человеческом организме. Доза постепенно повышается в следующих группах добровольцев — до заранее определённого уровня.

### Фаза II
Оценив фармакокинетику и фармакодинамику, а также предварительную безопасность исследуемого препарата в ходе исследований фазы I, компания-спонсор инициирует исследования фазы II на большей популяции (100—500 человек).
Дизайн исследований фазы II может быть различным, включая контролируемые исследования и исследования с контролем исходного состояния. Последующие исследования обычно проводятся как рандомизированные контролируемые, чтобы оценить безопасность и эффективность препарата по определённому показанию. Исследования фазы II обычно проводятся на небольшой гомогенной (однородной) популяции пациентов, отобранной по жёстким критериям.
Важная цель этих исследований — определить уровень дозирования и схему приёма препарата для исследований фазы III. Дозы препарата, которые получают пациенты в исследованиях фазы II, обычно (хотя и не всегда) ниже, чем самые высокие дозы, которые вводились участникам в ходе фазы I.
Дополнительной задачей в ходе исследований фазы II является оценка возможных конечных точек, терапевтической схемы приёма (включая сопутствующие препараты) и определение таргетной группы (например, лёгкая форма против тяжёлой) для дальнейших исследований в ходе фазы II или III.
Иногда фаза II делится на фазу IIA и фазу IIB.
- Фаза IIA — пробные исследования, спланированные для определения уровня безопасности препарата на отобранных группах пациентов с определённым заболеванием или синдромом. В задачи исследования может входить определение чувствительности пациентов к различным дозам препарата в зависимости от характеристик группы пациентов, частоты приёма, дозы и пр.
- Фаза IIB — чётко регулируемые исследования, спланированные для определения эффективности и безопасности воздействия препарата на пациентов с конкретным заболеванием. Основной задачей этой фазы является определение оптимального уровня дозирования для проведения III фазы.

В некоторых исследованиях фазы I и II объединены, так что тестируются как эффективность, так и безопасность препарата.
В фазе II обязательно наличие контрольной группы, которая по составу и количеству пациентов не отличается от группы, получающей изучаемый препарат. Пациенты в двух группах должны быть сопоставимы по полу, возрасту и предшествующему фоновому лечению. При этом эффективность и переносимость нового препарата сравнивают либо с плацебо, либо с другим активным препаратом, который является «золотым стандартом» в лечении данного заболевания.

### Фаза III
Исследования фазы III — рандомизированные контролируемые мультицентровые исследования с участием большой популяции пациентов (300—3000 или больше, в зависимости от заболевания и страны). Эти исследования спланированы таким образом, чтобы подтвердить предварительно оценённые в ходе фазы II безопасность и эффективность препарата для определённого показания в определённой популяции. В исследованиях фазы III также может изучаться зависимость эффекта от дозы препарата или препарат при применении у более широкой популяции, у пациентов с заболеваниями разной степени тяжести или в комбинации с другими препаратами.
Иногда исследования III фазы продолжаются, когда документы на регистрацию в соответствующий регуляторный орган уже поданы. Обычно производитель так поступает, чтобы не лишать пациентов лечения в случае, когда новый препарат показал лучшую эффективность по сравнению с существующими, особенно, если речь идёт о снижении смертности. В таком случае пациенты продолжают получать жизнеспасающий препарат, пока он не будет зарегистрирован и не поступит в продажу. Для продолжения исследований могут быть и другие причины — например, желание компании-спонсора расширить показания к применению препарата (то есть показать, что препарат работает не только при зарегистрированных показаниях, но и при других показаниях или на других группах пациентов, а также получить дополнительную информацию о безопасности). Исследования подобного рода классифицируются иногда как фаза IIIB.
Подтвердив эффективность и безопасность препарата в ходе исследований фазы III, компания формирует так называемое регистрационное досье препарата, в котором описываются методология и результаты доклинических и клинических исследований препарата, особенности производства, его состав, срок годности. Совокупность этой информации представляет собой так называемое «регистрационное досье», которое представляется в уполномоченный орган здравоохранения, осуществляющий регистрацию (в каждой стране — свой).
На развитых рынках рекомендация к широкому клиническому применению считается обоснованной при соблюдении следующих условий:
- препарат более эффективен, чем известные препараты аналогичного действия,
- обладает лучшей переносимостью при сравнимой с уже известными препаратами,
- эффективен в тех случаях, когда лечение уже известными препаратам безуспешно,
- экономически более выгоден,
- прост в применении,
- имеет более удобную лекарственную форму,
- обладает синергичным действием при комбинированной терапии, не повышая токсичности.

То, какая доля испытанных в третьей фазе препаратов выйдет на рынок, зависит от требований регистрирующего органа страны и от области медицины. Самый низкий процент — в онкологии. Самые строгие правила — в США, где FDA допускает к продаже не более 25—30 % препаратов. В последние годы доля препаратов, успешно прошедших испытания, снижается — это вызвано ужесточением требований к доказательствам их эффективности и безопасности.

### Фаза IV
Фаза IV также известна как пострегистрационные исследования. Это исследования, проводимые после регистрации препарата в соответствии с утверждёнными показаниями. Это исследования, которые не требовались для регистрации препарата, однако необходимы для оптимизации его применения. Требование о проведении этих исследований может исходить как от регуляторных органов, так и от компании-спонсора. Целью этих исследований может быть, например, завоевание новых рынков для препарата (например, в случае, если препарат не изучался на предмет взаимодействия с другими препаратами). Важная задача фазы IV — сбор дополнительной информации по безопасности препарата на достаточно большой популяции в течение длительного времени.
Также в числе целей фазы IV может быть оценка таких параметров лечения, как сроки лечения, взаимодействие с другими препаратами или продуктами питания, сравнительный анализ стандартных курсов лечения, анализ применения у больных различных возрастных групп, экономические показатели лечения и отдалённые результаты лечения (снижение или повышения уровня смертности среди пациентов, длительно принимающих данный препарат).
Помимо интервенционных исследований IV фазы (в которых препарат используется по зарегистрированному показанию, но схема обследования и ведения пациента определяется протоколом исследования и может отличаться от рутинной практики), после одобрения применения препарата в стране могут проводиться пострегистрационные наблюдательные (неинтервенционные) исследования. В таких исследованиях собирается информация о том, как препарат применяется врачами в их повседневной клинической практике, что даёт возможность судить об эффективности и безопасности препарата в условиях «реальной жизни».
Если в ходе исследований IV фазы или пострегистрационных наблюдательных исследований обнаружатся редкие, но опасные побочные эффекты, то препарат может быть снят с продажи, его применение также может быть ограничено.
Деление на фазы — общепринятый, но приблизительный способ классификации клинических исследований, поскольку одно и то же исследование может проводиться на разных фазах. Например, несмотря на то, что фармакологические исследования обычно проводятся во время фазы I, многие из них инициируются на каждой из трёх фаз, но при этом всё равно иногда обозначаются как исследования фазы I. Результаты, полученные в ходе какого-либо исследования, часто влекут за собой корректировку всего плана исследований. Например, результаты подтверждающего терапевтического исследования могут потребовать дополнительных фармакологических исследований с участием человека.
Поэтому наиболее предпочтительным критерием классификации считается цель исследования.
| Тип исследования                        | Цель исследования |
| --------------------------------------- | --- |
| Фармакологическое                       | Оценить переносимость, установить/ описать фармакокинетику и фармакодинамику, исследовать метаболизм и взаимодействие с другими препаратами, оценить активность                                                          |
| Терапевтическое поисковое               | Исследовать применение по определённым показаниям, установить дозировку для последующих исследований, собрать данные для определения дизайна, конечных точек и методологии терапевтического подтверждающего исследования |
| Терапевтическое подтверждающее          | Доказать/ подтвердить эффективность, установить профиль безопасности, предоставить данные для оценки соотношения риска и пользы для регистрации препарата, установить зависимость эффекта от дозы                        |
| Терапевтическое исследование применения | Уточнить соотношение риска к пользе вообще и в отдельных популяциях и/ или условиях, выявить редкие нежелательные реакции, уточнить рекомендации по дозировке                                                            |

| Терапевтическое исследование применения |        |         |          |         |
| Терапевтическое подтверждающее          |        |         |          |         |
| Терапевтическое поисковое               |        |         |          |         |
| Фармакологическое                       |        |         |          |         |
|                                         | Фаза I | Фаза II | Фаза III | Фаза IV |

Эта таблица демонстрирует тесную, но подвижную взаимосвязь между фазами и типами исследований. Тёмно-серые зоны — типы исследований, которые обычно проводятся на определённой фазе клинического изучения. Светло-серые зоны — типы исследований, которые могут проводиться на определённой фазе клинического изучения, однако это не является распространённой практикой.

## Продолжительность клинических исследований
Клинические исследования не единственная часть процесса разработки нового препарата. Перспективные вещества сначала должны быть обнаружены, охарактеризованы, протестированы в лабораториях (in vivo и in vitro), прежде чем компания сможет инициировать клинические исследования. Например, препарат для лечения онкологических заболеваний доходит до стадии клинических исследований в среднем только через 6 лет после того, как новая молекула была идентифицирована, и началось её изучение. Но самый продолжительный этап в разработке препарата — клинические исследования. В среднем от момента, когда начинаются клинические исследования онкологического препарата, до момента, когда препарат получает одобрение в уполномоченном органе здравоохранения, проходит 8 лет. Для препаратов других терапевтических групп сроки приблизительно такие же.
Можно назвать следующие причины того, что клинические исследования длятся годами:
- В случае с хроническими заболеваниями, например, онкологическими, увидеть, насколько препарат эффективен, можно только месяцы, а то и годы спустя,
- Набор пациентов в исследование может занять несколько лет, если речь идёт о большом исследовании или исследовании препарата для лечения редкого заболевания,
- Не все пациенты, страдающие определённым заболеванием, могут принять участие в исследовании. Исследователи должны их идентифицировать (проверить на соответствие критериям включения и исключения) и получить информированное согласие на участие в исследовании.

Самый значительный барьер для набора пациентов в клиническое исследование — их нехватка. Возможности участия в клиническом исследовании для популяции, страдающей определённым заболеванием, ограничены критериями включения и исключения. Это значит, что даже не каждый пациент, который хочет принять участие, сможет участвовать. Например, для исследований некоторых препаратов могут потребоваться необычные комбинации характеристик заболевания. Найти подходящих пациентов и получить их согласие, особенно когда пациенту участие в исследовании не сулит прямой выгоды, сложно (причинами этого может быть то, что участие в клинических исследованиях II—IV не оплачивается, эффективность препарата не доказана, пациент может получить плацебо). Преодолеть этот барьер в значительной степени помогают современные виртуальные технологии. Виртуальные технологии позволяют существенно ускорить набор пациентов, это доказало завершенное в Великобритании исследование RELIEVE IBS-D.
В случае с онкологическими больными, менее 5 % от их общего числа могут принять участие в исследованиях. По данным американской Ассоциации разработчиков и производителей лекарственных средств, около 800 онкологических препаратов было исследовано в США в 2009 году, не все из этих препаратов зарекомендовали себя как эффективные и безопасные, но многие из них, скорее всего, были зарегистрированы с задержкой, потому что скорость набора пациентов очень низка.
Клинические исследования препаратов, предназначенных для лечения сезонных заболеваний и синдромов (например, сезонной аллергии, гриппа, ОРВИ и пр.), могут проводиться только в определённое время года (например, весной, если речь идёт о сезонной аллергии).

## Этика
Защищать права, безопасность и благополучие всех участников исследования должен независимый этический комитет. Это независимый орган (экспертный совет или комитет, действующий на уровне организации, региональном, национальном, международном уровне), который состоит из медицинских работников, а также лиц, не имеющих отношения к медицине. Комитеты по этике должны быть независимы от исследователя, спонсора и любого иного неуместного влияния.
Перед началом исследования протокол исследования должен быть направлен для рассмотрения, рекомендаций и одобрения в комитет по этике.
Комитет по этике должен осуществлять мониторинг текущих исследований. Врач-исследователь обязан предоставлять комитету информацию, необходимую для мониторинга, в особенности информацию о серьёзных нежелательных явлениях. Никакие изменения в протокол исследования не могут быть внесены без рассмотрения и одобрения комитета по этике.
Комитет по этике должен оценивать соответствие научной квалификации исследователя предлагаемому исследованию, а также порядок и размер выплат участникам исследования, чтобы убедиться в отсутствии необоснованной заинтересованности или принуждения участников исследования.
Каждый пациент перед включением в исследование должен получить достаточную информацию о цели, задачах, методах, ожидаемой пользе и потенциальных рисках, о неудобствах, которые могут возникнуть вследствие участия в исследовании, любых иных значимых аспектах исследования, а также об источниках его финансирования, любых возможных конфликтах интересов, аффилированности исследователя с конкретными организациями. Также пациент должен быть проинформирован о том, что он в любой момент может отказаться от участия в исследовании или отозвать своё согласие без объяснения причин. Только убедившись в том, что потенциальный участник понял предоставленную ему информацию, исследователь должен получить его добровольное информированное согласие на участие в исследовании.
Одна из главных функций комитетов по этике состоит в том, чтобы удостовериться, что пациенты в полном объёме и в доступной форме проинформированы о рисках и пользе, которые им может принести участие в исследовании. Комитет по этике может потребовать, чтобы пациентам была предоставлена дополнительная информация, если, по его мнению, это позволит повысить уровень защиты их прав, безопасности, благополучия.
Особое внимание комитеты по этике должны уделять исследованиям с участием уязвимых категорий пациентов — несовершеннолетних, недееспособных лиц, пациентов, находящихся в неотложных состояниях, иных лиц, на которых может быть оказано давление.
В соответствии с Правилами надлежащей клинической практики необходимо уделить особое внимание этическим аспектам, затрагивающим информированное согласие со стороны уязвимых групп субъектов исследования, и процедурам, их обеспечивающим:
а) исследования у беременных. Если лекарственный препарат не предназначен для применения во время беременности, беременных из клинических исследований необходимо исключить. Если в течение периода применения лекарственного препарата наступает беременность, лечение необходимо отменить (в случае безопасности такой отмены). Необходимо установить последующее наблюдение за течением беременности, плодом и ребенком. Если лекарственный препарат предназначен для применения во время беременности, необходимость наблюдения за течением беременности, плодом и ребенком сохраняется;
б) исследования у кормящих грудью. Необходимо (по возможности) изучить проникновение лекарственного препарата или его метаболитов в грудное молоко. Если кормящие грудью участвуют в клинических исследованиях, необходимо установить наблюдение за детьми на предмет влияния препарата на них;
в) исследования у детей. Объем необходимых исследований зависит от текущих знаний о препарате и возможности экстраполяции данных, полученных от взрослых и детей других возрастных групп. Оценка должна проводиться в соответствующих возрастных группах, начиная с детей старшего возраста.

## Обязанности сторон

### Спонсор
Спонсор должен привлекать квалифицированных лиц (биостатистиков, клинических фармакологов и пр.) на всех этапах исследования и назначить обладающий соответствующей медицинской квалификацией персонал, который всегда должен быть доступен для решения связанных с исследованием медицинских вопросов.
До начала клинического исследования спонсор должен подать в уполномоченные органы все необходимые документы для их рассмотрения и получения разрешения на проведение исследования.
До подписания договора с исследователем спонсор должен предоставить исследователю протокол и брошюру исследователя и предоставить достаточное время для ознакомления с информацией, чтобы исследователь мог принять взвешенное решение, касающееся его участия в конкретном исследовании.
Спонсор отвечает за постоянную оценку безопасности препарата и за предоставление всем исследователям, а также уполномоченным органам здравоохранения всех данных, которые имеют отношение к безопасности пациентов. Спонсор должен собирать информацию о нежелательных явлениях, обнаруженных во всех центрах, и информировать исследователей о наличии/ отсутствии причинно-следственной связи между этими явлениями и приёмом препарата. Существует мнение, что это зона риска — спонсор может быть склонен истолковывать данные в пользу изучаемого препарата.
Спонсор отвечает за подготовку информации для пациента, в которой должна содержаться максимально полная информация о потенциальных рисках и возможной пользе от участия в клиническом исследовании. Эта информация должна быть изложена в доступной пониманию пациента форме.
Спонсор обязан проводить мониторинг и аудит исследовательских центров, чтобы проверить, что права и благополучие пациентов защищены.
Однако в действительности спонсоры исследований часто заинтересованы в сокрытии информации о побочных эффектах. Например, в 2007 году учёные изучили все опубликованные исследование статинов, лекарств для уменьшения уровня холестерина. Из 192 рассмотренных исследований исследования, финансируемые фарм. промышленностью, 20 раз чаще публиковали положительные результаты для изученных препаратов по сравнению с независимыми исследованиями.

### Исследователь
Первоочередная забота врача — здоровье пациента, и если врач-исследователь полагает, что участие в клиническом исследовании может навредить пациенту, он должен немедленно вывести пациента из исследования. Однако врач-исследователь получает плату за каждого пациента, привлечённого в исследование, поэтому может быть мотивирован на его удержание в исследовании.
Врачи-исследователи должны строго придерживаться протокола и контролировать действия других членов исследовательской команды при проведении исследования.
Врач-исследователь и члены исследовательской команды несут ответственность за доведение до сведения пациентов информации о рисках и потенциальной пользе от участия в исследовании (то есть за то, чтобы получить у пациентов действительно информированное согласие).
Врачи-исследователи должны немедленно сообщать спонсору обо всех серьёзных нежелательных явлениях. Они также должны сообщать спонсору обо всех нежелательных явлениях и отклонениях от лабораторных показателей от нормы, которые определены протоколом как критические для оценки безопасности.
Врачи-исследователи должны сообщать о ходе клинического исследования независимому этическому комитету.

### Уполномоченные органы здравоохранения
Если в ходе клинического исследования запланировано изучение нового препарата или уже известного препарата по новым показаниям, то уполномоченный орган здравоохранения той страны, где компания-спонсор планирует продавать препарат, должен проверить материалы исследования, прежде чем разрешить проведение исследования или зарегистрировать препарат. Если компания-спонсор изымает из общего отчёта негативную информацию или скрывает часть выявленных нежелательных реакций, чтобы представить препарат в более выгодном свете, то уполномоченный орган здравоохранения может принять неверное решение.
Европейские и американские регуляторные органы — FDA и EMA — проводят инспекции исследовательских центров до начала, во время и после клинического исследования, чтобы проверить, насколько корректно были соблюдены все процедуры. При этом они проверяют исследовательские центры не только в США и ЕС, но и в любых других странах, где размещается проверяемое ими исследование. Так, инспекции FDA в России проводятся на регулярной основе с 1995 года.

## Финансовая сторона

### Спонсор
Клинические исследования могут заказываться (спонсироваться) Правительством, Министерством Здравоохранения, медицинскими учреждениями, научно-исследовательскими институтами, фармацевтическими компаниями, индивидуальными врачами-исследователями.
Стоимость клинического исследования зависит от множества факторов, в особенности от числа исследовательских центров, числа участвующих в нём пациентов, стоимости активного препарата сравнения и пр.
Стоимость клинического исследования III или IV фазы для фармацевтической компании может включать, помимо прочего:
- Производство изучаемого препарата,
- Зарплаты сотрудникам, вовлечённым в проведение клинического исследования,
- Выплаты лечебным учреждениям и исследовательской команде (за набор пациентов и сбор данных для компании-спонсора),
- Оплату работы контрактной исследовательской организации и других внешних консультантов,
- Логистические затраты,
- Оценку возможности проведения исследования в исследовательских центрах до начала клинического исследования, а также мониторинг и аудит в ходе его проведения,
- Тренинги исследователей,
- Какие-либо выплаты пациентам, принимающим участие в исследовании (все предложенные спонсором выплаты пациентам рассматриваются этическими комитетами, чтобы исключить необоснованную заинтересованность или принуждение).

### Исследовательские центры и исследователи
За работу в исследовании лечебные учреждения, в которых проводятся исследования, и врачи-исследователи получают гранты от спонсора.
Для осуществления выплат врачам и учреждениям спонсор до начала исследования заключает с ними соответствующие договоры в соответствии с требованиями законодательства.

### Пациенты
Здоровые добровольцы, участвующие в фазе I, получают денежное вознаграждение, поскольку участие в исследовании по определению не может принести им пользы. Также оплачивается участие в исследованиях биоэквивалентности (когда сравнивают, как всасывается, распределяется и выводится из организма изучаемый препарат и уже зарегистрированное аналогичное лекарство). В остальных исследованиях денежные выплаты пациентам, как правило, не предусмотрены, поскольку по этическим причинам желание участвовать в клиническом исследовании не должно вознаграждаться материально. Протоколом исследования может быть предусмотрено возмещение расходов, связанных с участием в исследовании, — например, компенсация транспортных расходов (оплата проезда до исследовательского центра).

## Как принять участие в клиническом исследовании
В США и Европе фармацевтические компании иногда размещают в прессе рекламные объявления о наборе пациентов в исследования. В России такая форма информирования пациентов пока не прижилась. Чаще всего в нашей стране пациенты узнают о наборе в какое-либо исследование от своего лечащего врача.
Получить информацию об идущих во всём мире клинических исследованиях можно на информационном ресурсе ClinicalTrials.gov (англ.), а об исследованиях, проводящихся в России — на сайте Минздрава России, которое ведёт постоянно обновляемый перечень одобренных к проведению клинических исследований. Также информацию о проводимых клинических исследованиях можно увидеть на сайтах российских медицинских организаций (больниц, научных институтов), например, НИИ им. Склифосовского.
Прежде чем согласиться на участие в клиническом исследовании, пациентам или здоровым добровольцам следует обсудить это с лечащим врачом, членами семьи. В информации для пациента, которую участники исследования получают на руки, обязательно указывается телефон исследователя, к которому пациент может обратиться в любой момент, чтобы задать волнующие его вопросы и получить дополнительную информацию, а также координаты независимого этического комитета, к которому пациент также имеет право обратиться за разъяснениями. После подписания информированного согласия пациенты и здоровые добровольцы проходят скрининговое обследование, цель которого — выяснить, соответствует ли пациент критериям включения в исследование.
Для различных исследований могут быть предусмотрены различные требования, но обычно скрининговое обследование включает ЭКГ, измерение артериального давления, анализ крови и мочи, тест на наличие в организме препаратов и наркотиков, измерение роста и веса, тест на беременность (для женщин).

## Международный день клинических исследований
Международный день клинических исследований отмечается 20 мая. Впервые этот праздник отмечался в 2005 году по предложению European Clinical Research Infrastructures Network (ECRIN) — некоммерческой организации, целью которой является содействие проведению международных клинических исследований в Европе. Международный день клинических исследований был учреждён, чтобы повысить осведомлённость общества о важности клинических исследований, и в память о первом задокументированном исследовании, которое в 1747 году на борту корабля «Солсбери» начал шотландский морской врач Джеймс Линд. Джеймс Линд сравнивал действие шести различных продуктов у 12 моряков, больных цингой. У всех моряков были одни и те же симптомы — кровоточащие дёсны, сыпь, слабость. Их разместили в одной части корабля, их основной рацион был одинаковым. Линд считал, что причиной цинги было гниение тела и что остановить его можно при помощи кислот. Поэтому он решил ввести в рацион моряков кислые продукты. Он разделил моряков на 6 групп по 2 человека в каждой: моряки в первой группе получали сидр, во второй — разбавленную серную кислоту, в третьей — морскую воду, в четвёртой — уксус, в пятой — смесь из специй, в шестой — по два апельсина и лимону. Лечение больных, получавших апельсины и лимоны, пришлось прекратить через 6 дней, потому что фрукты закончились. Однако 6 дней было достаточно, чтобы один моряк выздоровел полностью и смог вернуться к работе, а самочувствие второго улучшилось настолько, что он смог ухаживать за остальными больными. Результаты эксперимента Джеймс Линд опубликовал в 1753 году в работе «Лечение цинги», где предложил использовать цитрусовые для профилактики болезни.